# Hello, Hank Jones
| Recensione | Giudizio |
| ---------- | -------- |
| AllMusic   | [ 1 ]    |

Hello, Hank Jones è un album discografico di Clifford Jordan, pubblicato dall'etichetta discografica giapponese Eastworld Records nel 1978.

## Tracce
Lato A
1. Vienna – 16:19 (Clifford Jordan)

Lato B
1. Bohemia After Dark – 7:29 (Oscar Pettiford)
2. Love for Sale – 8:02 (Cole Porter)

## Musicisti
- Clifford Jordan - sassofono tenore
- Hank Jones - pianoforte
- Reggie Workman - contrabbasso
- Freddie Waits - batteria

Note aggiuntive
- Yoshio Ozawa e Bill Hasson - produttori
- Registrato il 25 luglio 1978 al Media Sound di New York
- Bill Stein - ingegnere delle registrazioni
- Carl Beatty - assistente ingegnere delle registrazioni
- Ray Janos - ingegnere al montaggio registrazioni[2]